# Edmund Thiele (Stempelschneider)
Edmund Thiele (* 25. April 1872 in Berlin; † 17. März 1953 in Offenbach am Main) war ein deutscher Stempelschneider.

## Leben
Nach einer Lehre als Stempelschneider in Berlin trat Edmund Thiele 1891 in die Bauersche Gießerei in Frankfurt am Main ein. Von 1921 bis 1952 arbeitete er bei der Haas’schen Schriftgießerei in Münchenstein. Thiele war an den Überarbeitungen verschiedener alter Schriften beteiligt. Für Haas schuf er einen Neuschnitt der Bodoni (1924) und die auf von Johann Wilhelm Haas 1718 nach Basel gebrachten Typen beruhende Nürnberger Schwabacher (1927). Zu weiteren von Thiele gestalteten Schriften zählen Superba (1934) und Commercial-Grotesk (1940).
Heinrich Fleischhacker zufolge war Edmund Thiele einer der letzten schöpferisch tätigen Stempelschneider.